# Imamat
Pour les articles homonymes, voir Imamat (homonymie).
L'imamat (arabe : إِمامة [imāma], imamat) est le système de direction spirituelle et politique par les imams chiites.
L'imamat est un concept très large qui englobe à la fois le sens de l'autorité spirituelle, "marja'iyyat", et celui d'autorité politique. Après la mort du Prophète, l'Imam est chargé d'enseigner aux hommes les sens du Coran, les réalités de la religion et les pratiques sociales, et d'être leur directeur dans tous les domaines.

## Vue des duodécimains
D'après les Chiites duodécimains (Ithnā'ashariyya), la liste suivante est la liste des successeurs de Mahomet. Chaque imam est le fils du précédent, excepté Husayn, qui était le frère de Hasan.
Pour les duodécimains, le douzième imam n'est pas mort mais a subi une occultation.

## Vue des Ismaéliens Tayyebi
La liste est basée sur les mêmes principes que les duodécimains, excepté qu'Ali ibn Abi Talib n'est pas considéré comme Imam mais comme Wasi (littéralement héritier du prophète). Il s'agit d'un rang supérieur à celui d'un Imam.
- L'occultation chez les Tayyibi n'a pas la même signification que chez les duodécimains : les imams se perpétuent de père en fils mais dans le secret absolu. Cela implique qu'un descendant de l'Imam Tayyib (et non l'imam Tayyib lui-même) est présent quelque part sur Terre. Durant cette période d'occultation (appelée Satr), ce sont les Da'i al-Mutlaq qui dirigent la communauté religieuse.
- Le courant Hafizzi a disparu après la chute du califat Fatimide en 1171. Les Tayyibi ou Bohras sont par conséquent les seuls représentants du courant Mustaliens actuellement.

## Sources
1. ↑  Sayyid Mujtaba Musavi Lari, « La Question De L'Imamat » (consulté le 1er janvier 2020)

- Mullahs on the Mainframe: Islam and Modernity Among the Daudi Bohras. Jonah Blank, University of Chicago Press  (ISBN 0226056767)